# Pomník Jana Žižky v Čáslavi
Pomník Jana Žižky v Čáslavi je pomník husitského vojevůdce Jana Žižky z roku 1880. Autorem sochy je Josef Václav Myslbek, autorem návrhu podstavce z roku 1879 je významný novorenesanční architekt Antonín Wiehl. Pomník je zapsán v Ústředním seznamu kulturních památek České republiky.

## Popis pomníku
Pomník je situován na Náměstí Jana Žižky z Trocnova v Čáslavi v parčíku. Slavnostně odhalen byl 29. srpna 1880 (v některých zdrojích 1881). Pískovcová socha stojícího vojevůdce je postavena na hranolovém podstavci. V roce 1880 ji podle vítězného návrhu v soutěži na pomník (1878) Josefa Václava Myslbeka vytesali ji František Hergessel a Antonín Procházka. Autorem návrhu podstavce z roku 1879 je Antonín Wiehl.

## Galerie Pomníku Jana Žižky v Čáslavi

### Autoři pomníku

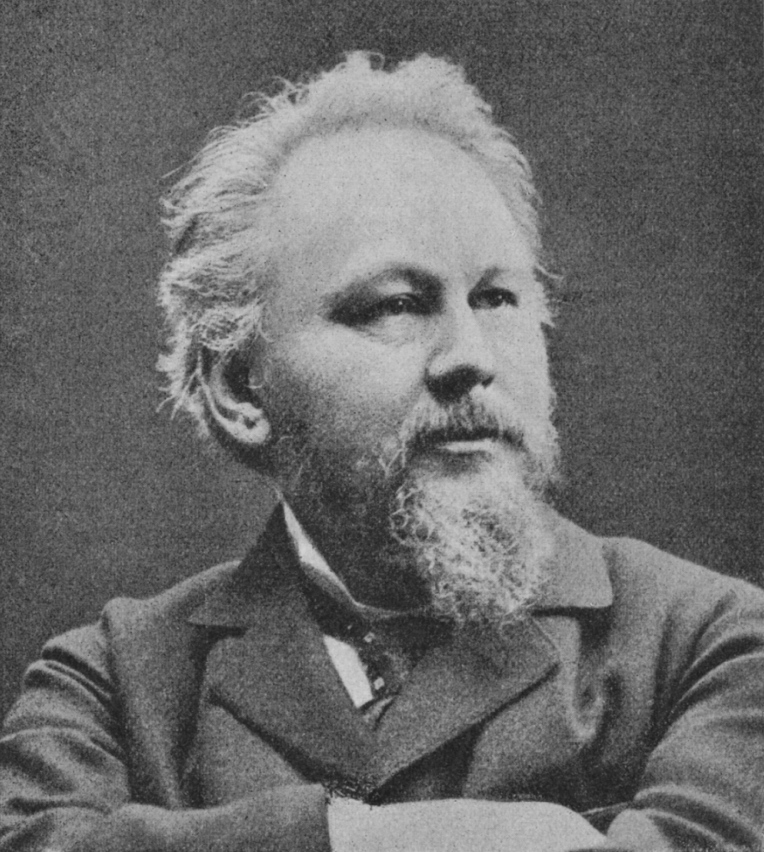
Antonín Wiehl
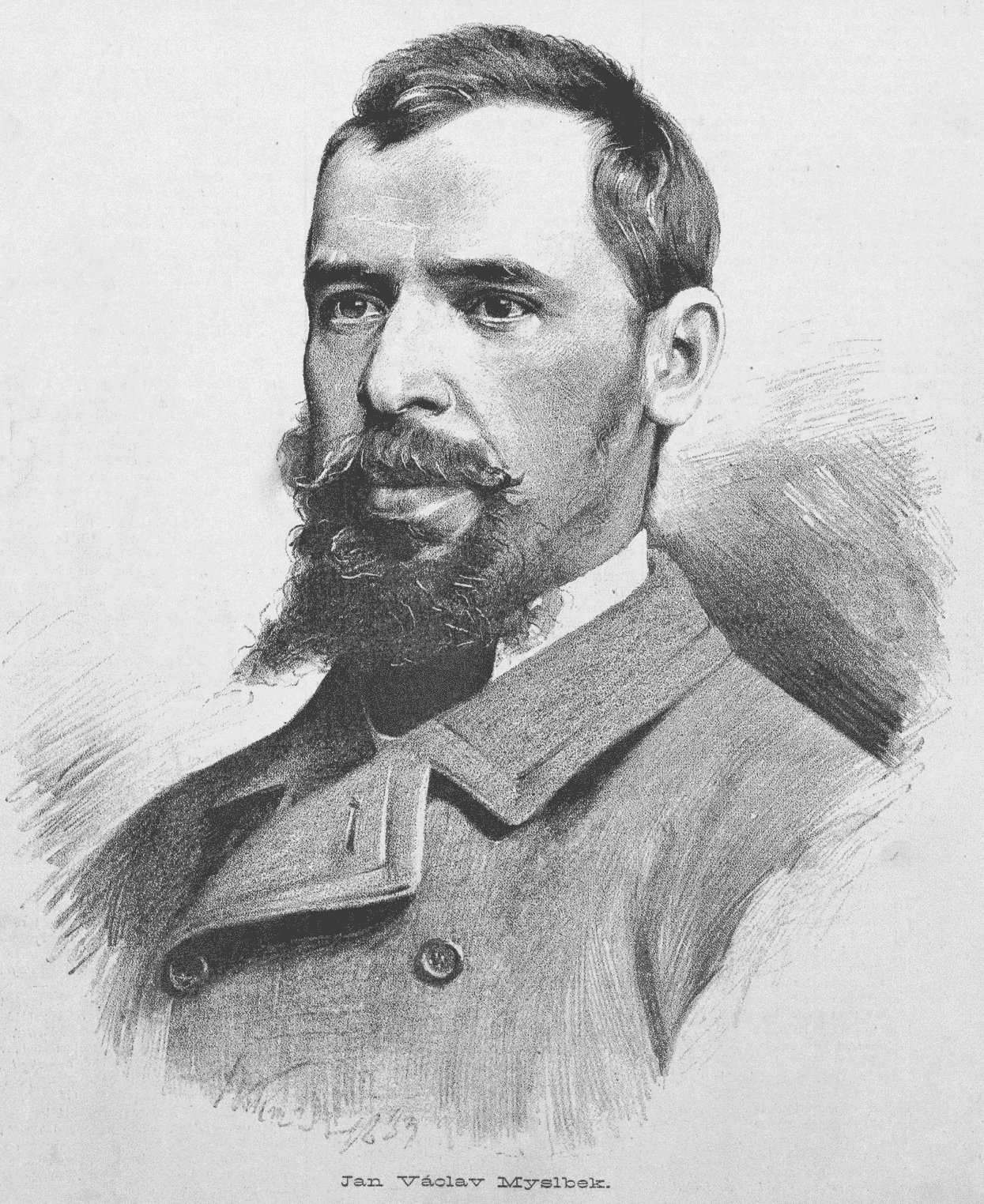
Josef Václav Myslbek

### Pomník Jana Žižky v Čáslavi

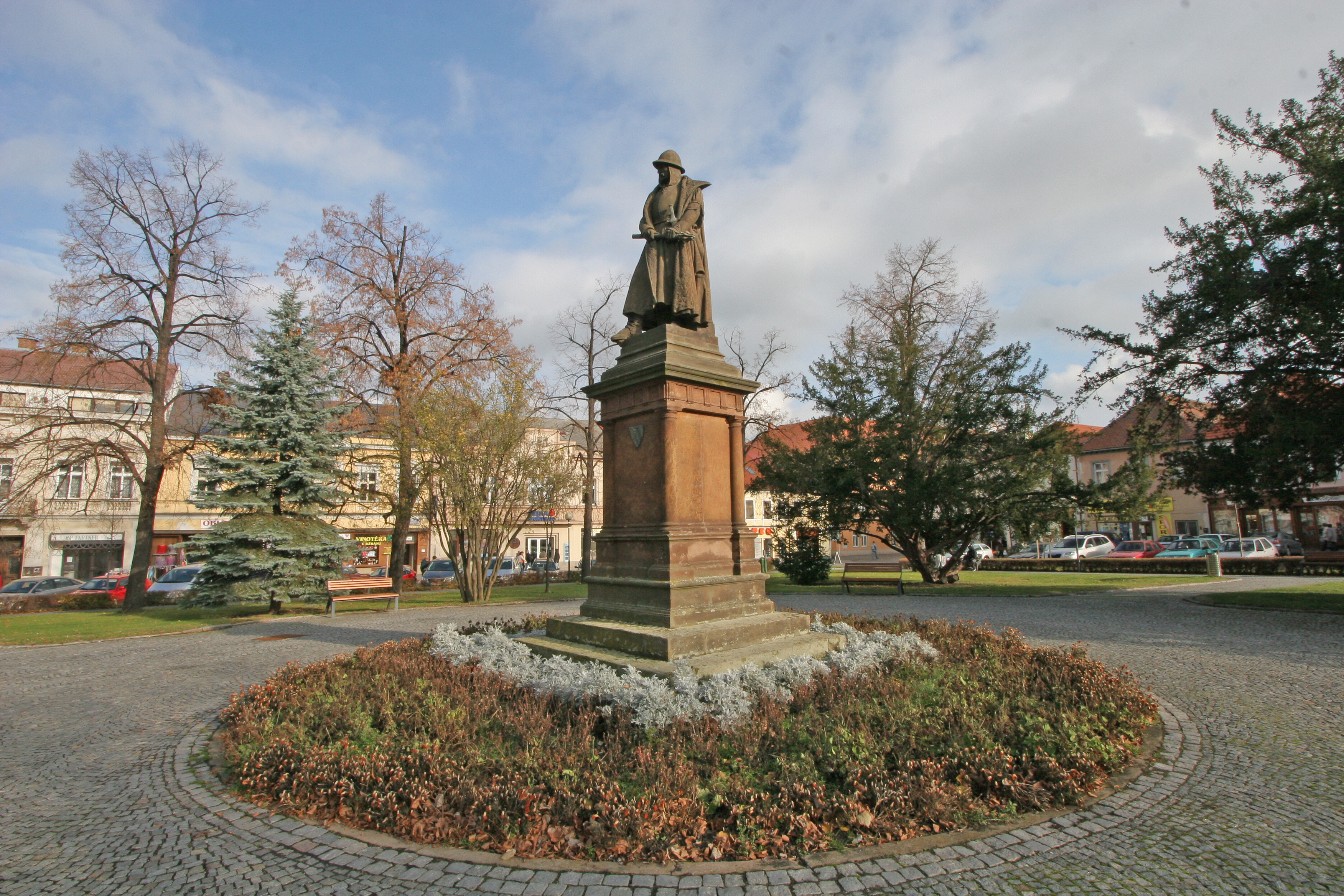
Pomník Jana Žižky z Trocnova (Čáslav)
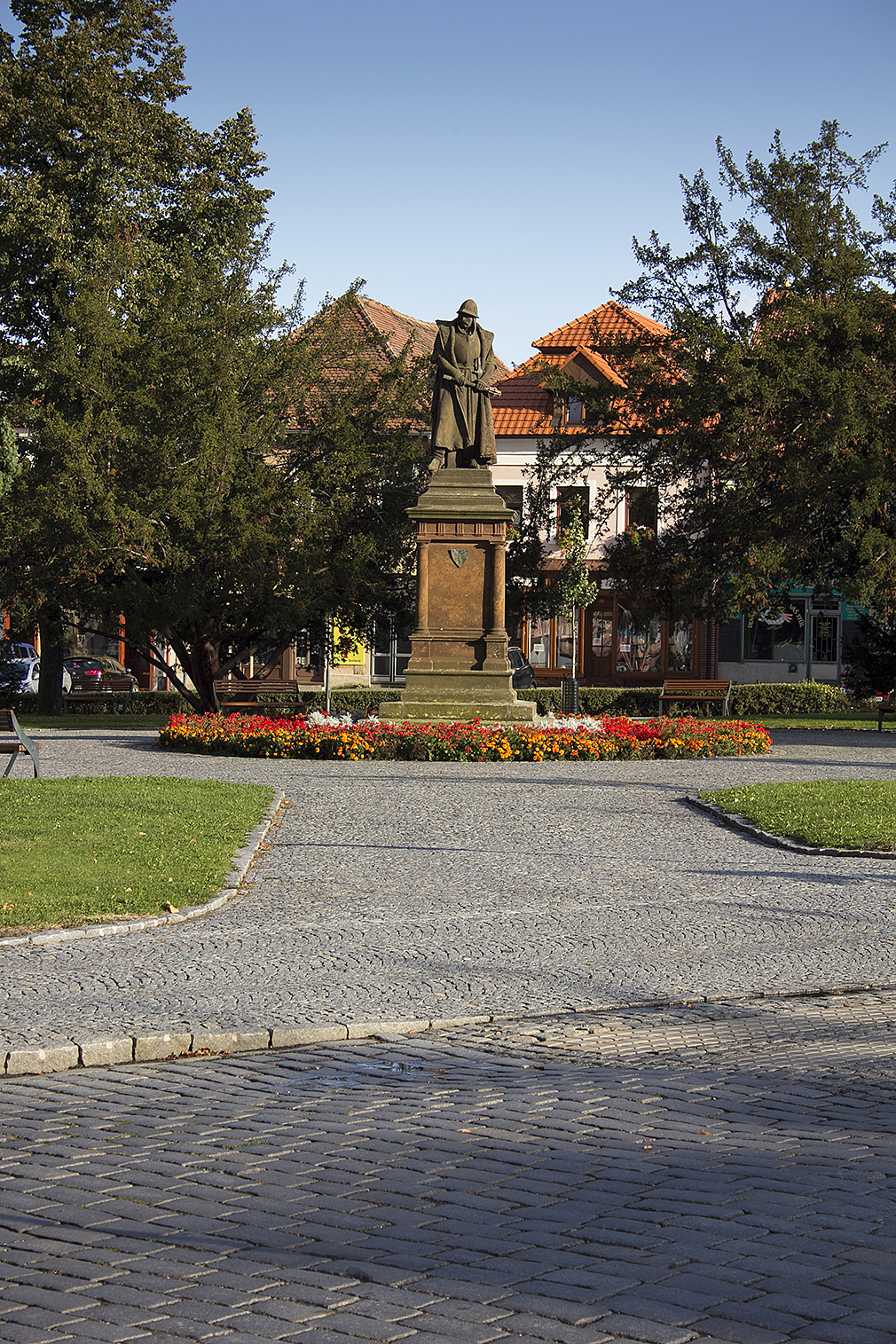
Pomník Jana Žižky z Trocnova (Čáslav)
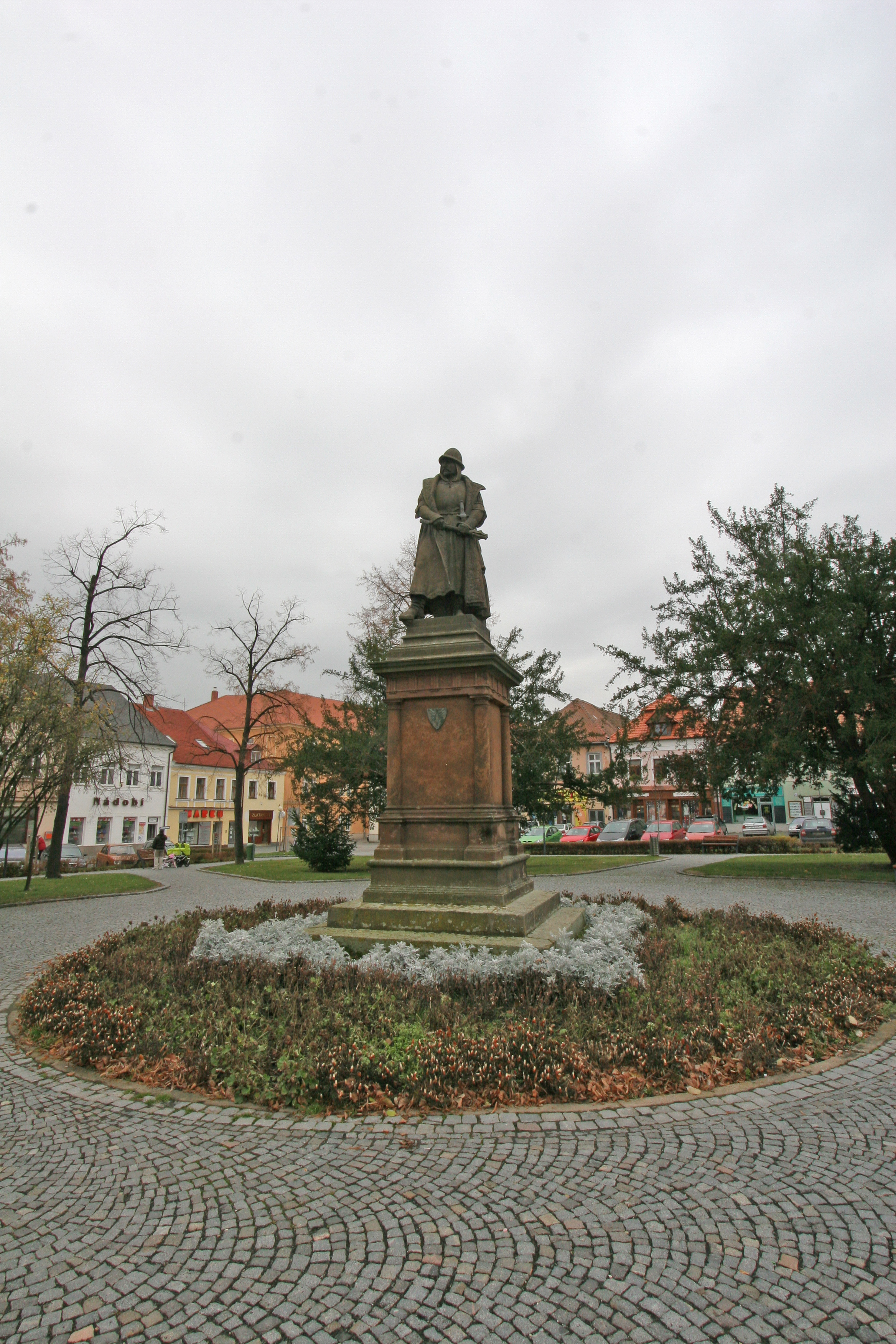
Pomník Jana Žižky z Trocnova (Čáslav)

## Zajímavost
Na vzhledu pomníku se svými připomínkami podílel i Miroslav Tyrš (byl též historik umění), který zejména požadoval, aby byl Žižka zobrazen v kožichu a krunýři.